# Gianni Giudici
Gianni Giudici (* 10. März 1946 in Abbiategrasso) ist ein ehemaliger italienischer Automobilrennfahrer.

## Karriere
Giudici begann seine Karriere in der italienischen Formel-3-Meisterschaft und fuhr anschließend in der europäischen Formel-3-Meisterschaft. 1982 wechselte er in die Sportwagen-Weltmeisterschaft und belegte Platz 46. 1985 bestritt er seine erste Saison im Tourenwagensport in der italienischen MG Metro Challenge, in der er den zehnten Platz belegte. 1987 nahm er an der Tourenwagen-Weltmeisterschaft teil. 1990 stieg er in die italienische Tourenwagen-Meisterschaft ein und wurde 17. in der Gesamtwertung. Ab 1993 war er in der DTM am Start. Zuerst für einen von Schübel Motorsport eingesetzten Klasse-2-Alfa-Romeo. Noch während der Saison wechselte er in einen Klasse-1-Alfa-Romeo, den er mit seinem eigenen Team einsetzte. Auch in der Saison 1994 startete er mit einem Alfa in seinem eigenen Team. 1995 blieb er Alfa Romeo treu, wechselte aber in das Team Alfa Corse. 1996 fuhr er in der mittlerweile ITC heißenden Meisterschaft wieder mit seinem eigenen Team. Anfangs noch mit einem Alfa Romeo, wechselte während der Saison aber auf einen Opel Calibra. Seine einzigen Punkte in dieser Zeit sammelte er 1995 in der ITC. Giudici war einer der letzten Privatfahrer in der DTM. Nach seiner DTM-Zeit startete er 1997 im Porsche Supercup sowie in der STW. 2002 startete er in der V8-Star-Serie und wurde 18ter. Anschließend war er in verschiedenen GT-Serien am Start, vor allem in der International GT Open und dem GT4 Europacup.

## Statistik

### Karrierestationen
- 1972: Italienische Formel-3-Meisterschaft
- 1975: Italienische Formel-3-Meisterschaft
- 1981: Europäische Formel-3-Meisterschaft
- 1982: Europäische Formel-3-Meisterschaft
- 1982: Sportwagen-Weltmeisterschaft (Platz 46)
- 1983: Sportwagen-Europameisterschaft (Platz 82)
- 1984: Sportwagen-Weltmeisterschaft
- 1985: Sportwagen-Weltmeisterschaft (Platz 93)
- 1985: MG Metro Challenge Italien (Platz 10)
- 1987: FIA World Touring Car Championship
- 1989: IMSA Camel Lights (Platz 56)
- 1990: Italienische Tourenwagen-Meisterschaft (Platz 17)
- 1992: Italienische Supertourenwagen-Meisterschaft (Platz 12)
- 1993: Deutsche Tourenwagen-Meisterschaft
- 1994: Deutsche Tourenwagen-Meisterschaft
- 1995: Spanische Tourenwagen-Meisterschaft
- 1995: Deutsche Tourenwagen-Meisterschaft / International Touring Car Championship (Platz 18)
- 1996: International Touring Car Championship
- 1997: Porsche Supercup
- 1997: Italienische Supertourenwagen-Meisterschaft
- 1997: Super-Tourenwagen-Cup
- 1998: International Sports Racing Series
- 1999: Sports Racing World Cup – SR1 (Platz 60)
- 1999: Sports Racing World Cup – SR2
- 1999: Italienische Superproduktionswagen-Meisterschaft (Platz 13)
- 2000: Sports Racing World Cup – SR2 (Platz 21)
- 2002: V8-Star Deutschland (Platz 18)
- 2004: Italienische GT-Meisterschaft – GT2 (Platz 5)
- 2004: Superfund Euro Formel 3000
- 2005: Italienische GT-Meisterschaft (Platz 13)
- 2005: 24-Stunden-Rennen von Spa-Francorchamps – G2 (Platz 8)
- 2006: FIA-GT3-Europameisterschaft
- 2006: Spanische GT-Meisterschaft – GTB (Platz 8)
- 2007: International GT Open – GTB (Meister)
- 2007: GT4 Europacup (Platz 8)
- 2008: International GT Open (Platz 25)
- 2008: International GT Open – GTS (Platz 13)
- 2009: Italienische Touring-Endurance-Meisterschaft – Diesel (Platz 2)
- 2009: Spanische GT-Meisterschaft – GTS (Platz 13)
- 2009: GT4 Europacup (Platz 21)
- 2009: Speedcar Series
- 2009: International GT Open – GTS
- 2010: GT4 Europacup – Supersport (Meister)
- 2010: Superstars GT Sprint (Platz 42)
- 2011: Lamborghini Super Trofeo Europa – Pro (Platz 7)
- 2011: GT4 Europacup – Supersport (Meister)
- 2011: Blancpain Endurance Series – GT4 Cup (Platz 5)
- 2012: Italienische Superstars-Meisterschaft (Platz 31)
- 2012: International GT Open (Platz 43)
- 2012: MINI Rushour (Platz 19)
- 2012: Ginetta G50 Cup Italien (Platz 33)
- 2012: Superstars International Series (Platz 36)
- 2013: European Touring Car Cup – Single Make Trophy (Platz 33)
- 2013: Ginetta G50 Cup Italien
- 2013: Superstars GT Sprint
- 2013: Superstars International Series (Platz 20)
- 2014: Italienische GT-Meisterschaft – GT Cup (Meister)
- 2014: EuroV8 Series (Platz 23)
- 2016: Italienische GT-Meisterschaft – GT Cup (Platz 16)

### Le-Mans-Ergebnisse
| Jahr | Team            | Fahrzeug               | Teamkollege     | Teamkollege   | Platzierung | Ausfallgrund    |
| ---- | --------------- | ---------------------- | --------------- | ------------- | ----------- | --------------- |
| 1982 | Thierry Perrier | Lancia Beta Montecarlo | Thierry Perrier | Bernard Salam | Ausfall     | Getriebeschaden |